# Улад
Улад (давньоірл. Ulaid, [ˈʊləðʲ], ірл. Ulaidh, [ˈʊləɣʲ]) — королівство у стародавній Ірландії зі столицею у місті (нині не існуючому) Емайн Маха, що описане переважно по легендах так званого «Уладського циклу», що був записаний значно пізніше розпаду королівства — приблизно у VII столітті ірландськими монахами, що записували усні легенди та перекази. Королівство існувало у II ст. до нової ери — IV ст. нової ери. Згідно з давніми ірландськими легендами — з 1700 року до н. е. Археологічні розкопки підтверджують існування королівства з вказаною столицею, легенди повідомляють про одяг жителів королівства, особливості звичаїв та історію королівства.

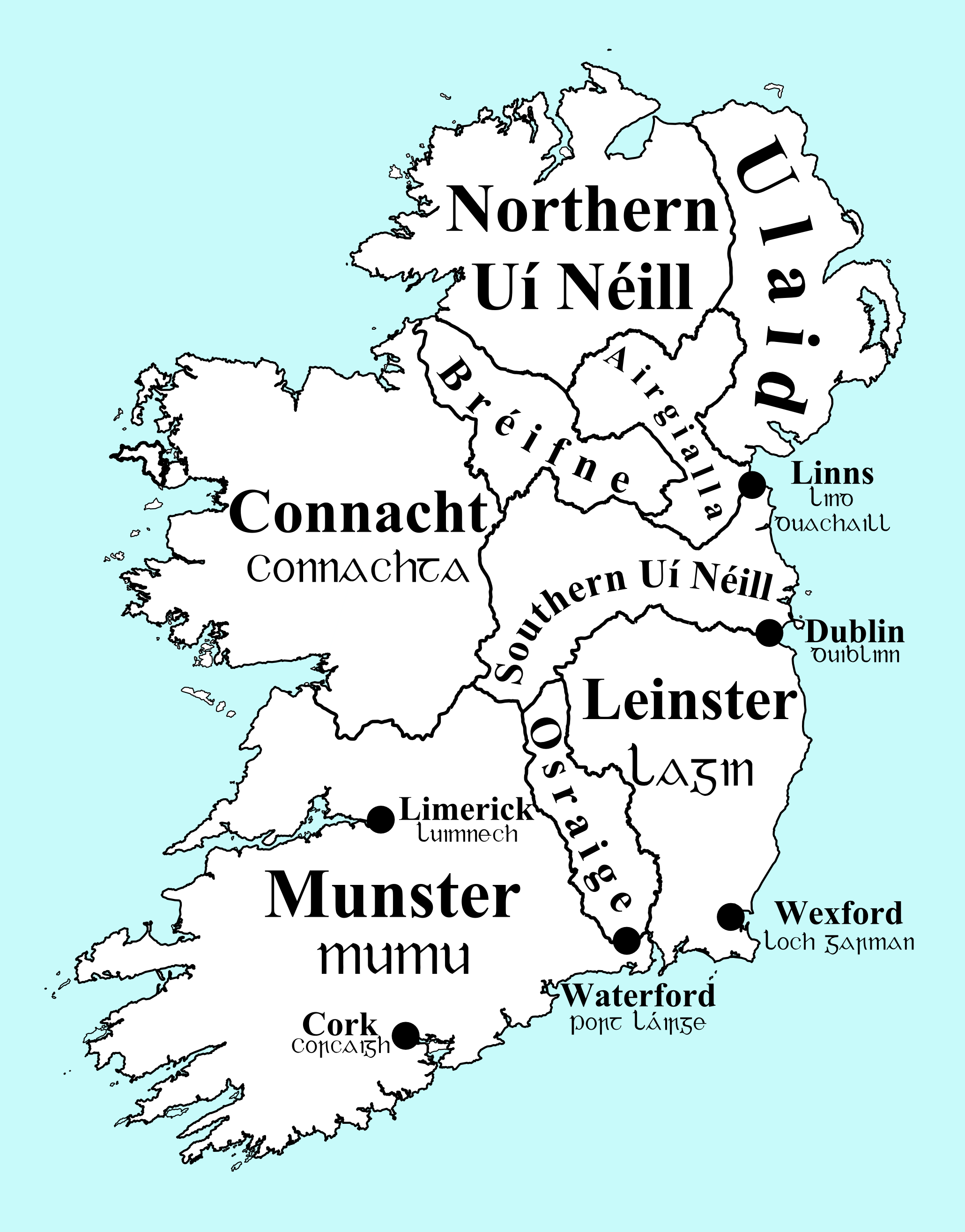
Карта Ірландії після падіння і розпаду королівства Улад. Показані володіння різних гілок королівського роду О'Нейлів та дрібні васальні королівства.

Королівство Улад, що теоретично було васальним щодо верховного короля Ірландії, було по суті конфедерацією п'яти васальних королівств: Дал н-Арайде, Дал Ріада, Дал Фіатах, Ві Ехах Кобо, Конайлле Муйрхемне під владою короля Уладу.

## Назва
Назва королівства виникла як етнонім — назви племені (туат) чи групи племен, що населяли цю територію. Назва племені згадується у Птомелея — Улуті (гр. — Ούολουντοι) чи Уолунті чи Волунті. Є гіпотеза, що назва походить від «ул» — борода. Тобто улад — бородаті. Давні ірландські скели повідомляють, що предками уладів було плем'я ерайн (ірл. Érainn) та дайріне (ірл. Dáirine). Легенди повідомляють про давній клан Дедад (ірл. Clanna Dedad), що був засновником королівства, і від назви цього клану, мовляв, і походить назва королівства. Т. Ф. О'Рейлі (ірл. T. F. O'Rahilly) вважає, що улад було однієї з гілок племені ерайн — кельтського племені, що в давнину заселило Ірландію асимілювали більшість давніх аборигенів. Також вважається, що ерайн та дедад це були племена які Птолемей згадує як даріні (лат. Darini).

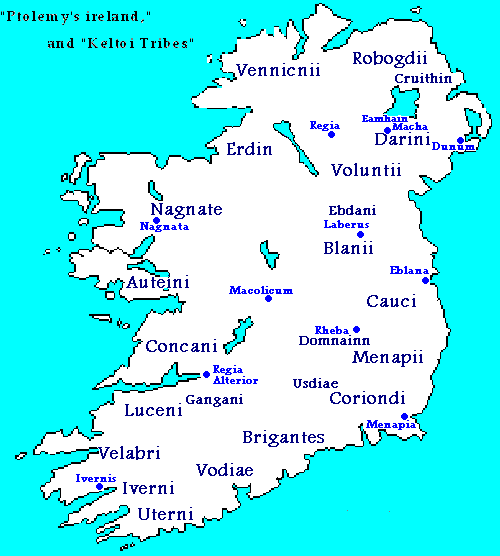
Кельтські племена на території Ірландії за Птолемеєм.

## Археологічні артефакти
Френціс Джон Бірн (ірл. Francis John Byrne) пише, що археологічні артефакти латенського періоду на території королівства Улад бідні та убогі. Але тим не менше, археологічні знахідки — зброя, вироби з металу — дозволяють стверджувати, що вже в III столітті до н.е. на території Уладу вже кельтські племена, що перебували на стадії залізної доби і мали глибокі знання з металургії та були майстерними зброярами. Є гіпотеза, що вони ще раніше переселилися з території Британії і поглинули місцеве більш давнє доіндоєвропейське населення. 

Прапор середньовічного королівства Улад.

## Історія та легенди
Згідно з «Книгою захоплень», розділення Ірландії на п'ять королівств, а значить і утворення королівства Улад було здійснено п'ятьма братами-вождями племені Фір Болг, які завоювали Ірландію.

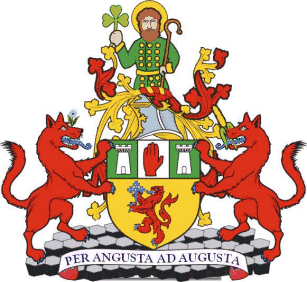
Герб сучасного графства Антрім на території якого було розташоване середньовічне королівство Улад.

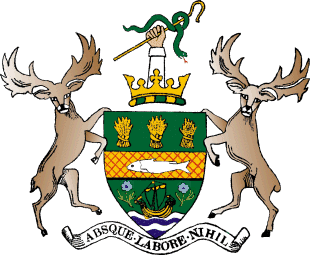
Герб сучасного графства Даун, територія якого входила в середньовічне королівство Улад.

Королівство Улад прославилось в давній Ірландії своїми воїнами, військовим мистецтвом, бойовими колісницями. Королі Уладу не один раз скидали з трону верховного короля Ірландії і самі ставали верховними королями. Королівство Улад згідно з легендами та переказами найчастіше конфліктувало та воювало з королівством Коннахт. Верховний король Ірландії часто мусив шукати підтримки в королівстві Коннахт для того щоб приборкати регулярно непокірний та войовничий Улад. Найвідоміший військовий ватажок королівства — легендарний ірландський епічний герой Кухулін (Пес Кулана).
Символом влади в королівстві Улад був кінь. Легенди повідомляють, що коли до влади в Уладі приходив новий король, він здійснював жертвоприношення коня. Символом королівства була відрубана рука — згідно з легендою, під час чергового завоювання Ірландії старійшини племені пливучи на кораблях вирішили, що тому дістанеться ця земля, хто першим рукою торкнеться цієї землі. І коли кораблі навипередки наближалися до землі Уладу, один із ватажків відрубав свою руку і докинув до землі.

### Падіння і розпад королівства
Королівство було знищене і розділене на три окремі менші королівства за правління верховного короля Ірландії на ім'я Муйредах Тірех (310–343 роки правління). Цей король взяв на службу трьох братів Колла, які вбили його батька. Згідно зі звичаями кровної помсти, він мусив би вбити братів Колла, але він знав пророцтво друїдів: якщо він уб'є братів Колла, то жоден з його нащадків не буде верховним королем Ірландії. Муйредах Тірех вирішив, що братам Колла слід мати своє маленьке вассальне королівство. І він наказав братам Колла йти війною на Улад, який у той час черговий раз виразив свою непокірність верховному королю. Брати Колла розбили армію Уладу в битві біля Ахайд Лейхдейрк (ірл. Achaidh Leithdeircc) у 332 році. Потім знищили столицю королівства — Емайн Маху. Після цього ні столиця, ні королівство вже більше ніколи не відродилось. Останнім королем Уладу був Фергус Фога (ірл. Fergus Foga), який був убитий братами Колла під час битви. Брати заснували на території знищеного Уладу королівство Айргіалла (ірл. Airgíalla), яке існувало понад 1000 років і відіграло важливу роль у подальшій історії Ірландії. Більша частина колишнього королівства Улад стала особистими володіннями королівського роду О'Нейлів, які аж до кінця Х століття були верховними королями Ірландії.

### Середньовічне королівство Улад
На уламках давнього королівства Улад утворилося значно менше королівство, яке носилу цю ж назву Улад. Пізніше ці території і королівство стали називатися Ольстер — перекручене вікінгами та англо-саксами слово «Улад». Воно мало значний вплив на історію Британських островів, хоч і не було вже могутнім і централізованим. До складу цього королівства входили деякий час менші васальні королівства — Дал Ріада, населене племенем скотт, яке потім завоювало територію західної Шотландії і перетворилося у ІХ столітті в нове королівство — Шотландія; королівства Дал н-Арайде та Дал Фіатах. Середньовічне королівство Улад проіснувало до 1201 року і було завойоване норманами та англо-саксами. Династія королів Уладу МакДонлеві (ірл. MacDonlevy) була повалена у 1177 році нормансько-англо-саксонським завойовником Джоном де Курсі (англ. John de Courcy). На завойованих землях Уладу (Ольстера) не було призначено ерла (графа) аж до 1333 року. Але титул королів Уладу (Ольстера) за собою зберігали у 1364-1542 роках королі невеликого ірландського королівства Тір Еогайн.

## Список королів Уладу

### Давні королі
(дата правління приблизна, в історичності їх є сумніви, наведені дати згідно «Історії Ірландії» Джеффрі Кітінга):
- Ебер Донн (ірл. Eber Donn) (1286 — 1272 до н. е.)
- Кімбаех (ірл. Cimbáeth) (488 — 468 до н. е.)
- Маха Рудоволоса (ірл. Macha Mong Ruad) (468 — 461 до н. е.)
- Фергус мак Леті (ірл. Fergus mac Léti) (близько 151—135 до н. е.)
- Конгал Клайрінгнех (ірл. Congal Cláiringnech) (135 — 120 до н. е.)
- Росс Руад (ірл. Ross Ruad)
- Еохайд Салбуйде (ірл. Eochaid Sálbuide)
- Фергус мак Ройх (ірл. Fergus mac Róich)
- Конхобар мак Несса (ірл. Conchobar mac Nessa)
- Кускрайд мак Конхобар (ірл. Cúscraid mac Conchobar)
- Фіатах Фінн (ірл. Fíatach Finn)
- Еллім мак Конрах (ірл. Éllim mac Conrach)
- Мал мак Рохріде (ірл. Mal mac Rochride)
- Тіпрайті Тірех (ірл. Tipraiti Tireach)
- Енгус Гойбненн мак Фергус Галлен вейк Тібрайде Тірех (ірл. Áengus Goibnenn mac Fergus Gallen mheic Tibraide Tirech)
- Фергус Дубдетах (ірл. Fergus Dubdétach)
- Енгус Фінн мак Фергус Дубдетах (ірл. Aengus Finn mac Fergus Dubdétach)
- Лугайд Лорк мак Енгус Фінн (ірл. Lugaid Lorc mac Áengus Finn)
- Дуб мак Фомор вейк Айргетмар (ірл. Dub mac Fomor mheic Airgetmar)
- Фіаху Арайде мак Енгус Гойбненн вейк Фергус Галлен (ірл. Fiachu Araide mac Áengus Goibnenn mheic Fergus Gallen)
- Федлімід мак Гас вейк Фіаху Арайде (ірл. Fedlimid mac Cas mheic Fiachu Araide)
- Імхад мак Федлімід (ірл. Imchad mac Fedlimid)
- Рос мак Імхад (ірл. Ros mac Imchad)
- Кронн Бадруй мак Еохайд вейк Лугайд мак Рос мак Імхад (ірл. Cronn Badruí mac Eochaid mheic Lugaid mac Ros mac Imchad)
- Фергус Фога мак Фрехар Фойртрім (ірл. Fergus Foga mac Fraechar Foirtriun)
- Каелбад мак Кронн Бадруї (ірл. Cáelbad mac Cronn Badruí)
- Саран мак Каелбад (ірл. Saran mac Cáelbad)

### Середньовічні королі королівства Улад
Вказані роки правління
- Форга мак Даллан вейк Дубхах мак Міанах мак Лугайд Лорк (ірл. Forga mac Dallán mheic Dubthach mac Mianach mac Lugaid Lorc) (близько 465)
- Муйредах Муйндерг мак Форга мак Даллан (ірл. Muiredach Muinderg mac Forga mac Dallan) (465—489)
- Ехайд мак Муйредайг Муйндерг (ірл. Eochaid mac Muiredaig Muinderg) (489—509).
- Кайрелл мак Муйредайг Муйндерг (ірл. Cairell mac Muiredaig Muinderg) (509—532).
- Еохайд мак Кондлай мак Каолбад (ірл. Eochaid mac Condlai mac Caolbad) (532—553).
- Фергне мак Енгуссо Ібдайг (ірл. Fergnae mac Oengusso Ibdaig) (553—557).
- Демман мак Кпйрелл (ірл. Demmán mac Cairell) (557—572).
- Баетан мак Кайрілл (ірл. Báetán mac Cairill) (572—581).
- Аед Дуб мак Суйбні (ірл. Áed Dub mac Suibni) (581—588).
- Фіахне мак Баетайн — Фіахне Лурган  (ірл. Fiachnae mac Báetáin (Fiachnae Lurgan) (588—626).
- Фіахне мак Деммайн (ірл. Fiachnae mac Demmáin) (626—627).
- Конгал Каех – Конгал мак Сганнал (ірл. Congal Cáech (Congal mac Sgánnail) (627—637).
- Дунхад мак Фіахнай (ірл. Dúnchad mac Fiachnai) (637—644).
- Маел Кобо мак Фіахнай (ірл. Máel Cobo mac Fiachnai) (644—647).
- Блахмак мак Маеле Кобо (ірл. Blathmac mac Máele Cobo) (647—670).
- Конгал Кеннфота мак Дунхада (ірл. Congal Cennfota mac Dúnchada) (670—674).
- Фергус мак Едайн (ірл. Fergus mac Áedáin) (674—692).
- Бекк Байррхе мак Блаймайк (ірл. Bécc Bairrche mac Blathmaic) (692—707).
- Ку Хуаран мак Дунгайл Ейлні (ірл. Cú Chuarán mac Dúngail Eilni) (707—708).
- Аед Ройн мак Бекке Байррхе (ірл. Áed Róin mac Bécce Bairrche) (708—735).
- Кахуссах мак Айлелло (ірл. Cathussach mac Ailello) (735—749).
- Брессал мак Аедо Ройн (ірл. Bressal mac Áedo Róin) (749—750).
- Фіахне мак Аедо Ройн (ірл. Fiachnae mac Áedo Róin) (750—789).
- Томмалтах мак Індрехтайг (ірл. Tommaltach mac Indrechtaig) (789 – 790).
- Еохайд мак Фіахнай (ірл. Eochaid mac Fiachnai) (790 – 810).
- Кайрель мак Фіахнай (ірл. Cairell mac Fiachnai) (810 – 819).
- Маел Брессайл мак Айлілло (ірл. Máel Bressail mac Ailillo) (819 – 825).
- Муйредах мак Еохада (ірл. Muiredach mac Eochada) (825 – 839).
- Матудан мак Муйредайг (ірл. Matudán mac Muiredaig) (839 – 857).
- Лехлобар мак Лойнгсіг (ірл. Lethlobar mac Loingsig) (857 – 873).
- Кахалан мак Інрехтайг (ірл. Cathalán mac Indrechtaig) (857 – 871).
- Айнбіх мак Аедо (ірл. Ainbíth mac Áedo) (873 – 882).
- Еохокан мак Аедо (ірл. Eochocán mac Áedo) (882 – 883).
- Айремон мак Аедо (ірл. Airemón mac Áedo) (882 – 886).
- Фіахне мак Айнбіха (ірл. Fiachnae mac Ainbítha) (886 – 886).
- Бекк мак Айремойн (ірл. Bécc mac Airemóin) (886 – 893).
- Муйредах мак Еохокайн (ірл. Muiredach mac Eochocáin) (893 – 895).
- Маел Мохейрге мак Індрехтайг (ірл. Máel Mocheirge mac Indrechtaig) (893 – 896).
- Айтіх мак Лайгні (ірл. Aitíth mac Laigni) (896 – 898).
- Кенн Етіг мак Лехлобайр (ірл. Cenn Etig mac Lethlobair) (896 – 900).
- Аед мак Еохокайн (ірл. Áed mac Eochocáin) (898 – 919).
- Дубгалл мак Аеда (ірл. Dubgall mac Áeda) (919 – 925).
- Лойнгсех мак Кінн Етіг (ірл. Loingsech mac Cinn Etig) (925 – 932).
- Еохайд мак Конайлл (ірл. Eochaid mac Conaill) (932 – 937).
- Матудан мак Аеда (ірл. Matudán mac Áeda) (937 – 950).
- Ардгал мак Матудайн (ірл. Ardgal mac Matudáin) (950 – 970).
- Ніалл мак Аеда (ірл. Niall mac Áeda) (970 — 971).
- Аед мак Лойнгсіг (ірл. Áed mac Loingsig) (971 — 972).
- Еохайд мак Ардгайл (ірл. Eochaid mac Ardgail) (972 – 1004).
- Гілла Комгайлл мак Ардгайл (ірл. Gilla Comgaill mac Ardgail) (1004 – 1005).
- Маел Руанайд мак Ардгайл (ірл. Máel Ruanaid mac Ardgail) (1005 – 1007).
- Матудан мак Домнайлл (ірл. Matudán mac Domnaill) (1007 – 1007).
- Дуб Туйнне ін. Торк мак Еохада (ірл. Dub Tuinne («In Torc») mac Eochada) (1007 – 1007).
- Домналл мак Дуйв Туйнне (ірл. Domnall mac Duibh Thuinne) (1007).
- Ніалл мак Дейв Туйнне (ірл. Niall mac Duib Thuinne) (1007 – 1016).
- Муйредах мак Матудайн (ірл. Muiredach mac Matudáin) (1007 – 1008).
- Ніалл мак Еохада (ірл. Niall mac Eochada) (1016 – 1063).
- Еохайд мак Нейлл мак Еохада (ірл. Eochaid mac Néill meic Eochada) (? – 1062).
- Доннхад О’Махгамна (ірл. Donnchad Ua Mathgamna) (1063 – 1065).
- Ку Улад О’Флайхрі (ірл. Cú Ulad Ua Flaithrí) (1065 – 1071).
- Дохлайнн О’Маел Руанайд (ірл. Lochlainn Ua Máel Ruanaid) (1071 – 1071).
- Донн Слейбе мак Еохада (ірл. Donn Sléibe mac Eochada) (1071 – 1078).
- Аед Маредах О’хЕохада (ірл. Áed Meranach Ua hEochada) (1078 – 1080).
- Голл на Горта ОМахгамна (ірл. Goll na Gorta Ua Mathgamna) (1080 – 1081).
- Донн Слейбе мак Еохада (ірл. Donn Sléibe mac Eochada) (1081 – 1091).
- Доннхад мак Дуїнн Слейбе (ірл. Donnchad mac Duinn Sléibe) (1091 – 1095).
- Еохайд мак Дуїнн Слейбе (ірл. Eochaid mac Duinn Sléibe) (1095 – 1099).
- Доннхад мак Дуїнн Слейбе (ірл. Donnchad mac Duinn Sléibe) (1099).
- Еохайд мак Дуїнн Слейбе (ірл. Eochaid mac Duinn Sléibe) (1099 – 1108).
- Доннхад мак Дуїнн Слейбе (ірл. Donnchad mac Duinn Sléibe) (1108 – 1113).
- Аед мак Дуїнн Слейбе (ірл. Áed mac Duinn Sléibe) (1113 – 1127).
- Еохайд ОМахгамна (ірл. Eochaid Ua Mathgamna) (1113 – 1127).
- Рагналл О’хЕохада (ірл. Ragnall Ua hEochada) (1127 – 1131).
- Ку Улад мак Конхобайр Хісенайг мак Дуїнн Слейбе (ірл. Cú Ulad mac Conchobair Chisenaig Mac Duinn Sléibe) (1131 – 1157).
- Аед мак Кон Улад мак Дуїнн Слейбе (ірл. Áed mac Con Ulad Mac Duinn Sléibe) (1157 – 1158).
- Еохайд мак Кон Улад мак Дуїнн Слейбе (ірл. Eochaid mac Con Ulad Mac Duinn Sléibe) (1158 – 1166).
- Магнус мак Кон Улан мас Дуїнн Слейбе (ірл. Magnus mac Con Ulad Mac Duinn Sléibe) (1166 – 1171).
- Донн Слейбе мак Кон Улад мак Дуїнн Слейбе (ірл. Donn Sléibe mac Con Ulad Mac Duinn Sléibe) (1171 – 1172).
- Руайдрі мак Кон Улад мак Дуїнн Слейбе (ірл. Ruaidrí mac Con Ulad Mac Duinn Sléibe) (1172 – 1201).